# Newton (Nouvelle-Zélande)
Pour les articles homonymes, voir Newton.
Newton est un faubourg d'Auckland, à la limite sud d'Auckland Central Business District dont il est séparé par Karangahape Road. Il est bordé au sud par Eden Terrace, à l'ouest par Freemans Bay et Grey Lynn, et à l'est par Grafton.